# Dunne kaaszwam
De dunne kaaszwam (Postia lowei) is een schimmel uit de familie Dacryobolaceae. De soort komt voor bij naaldbomen. Hij is bekend van o.a. de stam van Den (Pinus).

## Kenmerken
De sporen zijn cilindrisch, schuin verzwakt aan de basis, glad, hyaliene, inamyloïde (4,3–5,5 x (1,1) 1,5–2,2 μm, Q=2,2–3).

## Verspreiding
In Nederland komt de dunne kaaszwam zeldzaam voor. Hij staat op de rode lijst in de categorie 'verdwenen'.